# Monte Alegre dos Campos
Monte Alegre dos Campos – miasto i gmina w Brazylii, w stanie Rio Grande do Sul. Znajduje się w mezoregionie Nordeste Rio-Grandense i mikroregionie Vacaria.